# Буньяки, Энис
Энис Буньяки (алб. Enis Bunjaki; род. 17 октября 1997, Оффенбах-ам-Майн) — косоварский футболист, нападающий, выступал за нидерландский клуб «Твенте» и национальную сборную Косова.

## Клубная карьера
Энис Буньяки — воспитанник немецких клубов «Киккерс Оффенбах» и «Айнтрахт Франкфурт». В конце января 2017 года он перешёл в нидерландский «Твенте». 5 февраля того же года Буньяки дебютировал в Эредивизи, выйдя на замену в концовке домашнего поединка против «Фейеноорда».

## Карьера в сборной
25 мая 2014 года Энис Буньяки дебютировал в составе сборной Косова в товарищеском матче против команды Сенегала, выйдя на замену в конце поединка.

## Статистика выступлений

### В сборной
| Матчи и голы Эниса Буньяки за сборную Косова | Матчи и голы Эниса Буньяки за сборную Косова | Матчи и голы Эниса Буньяки за сборную Косова | Матчи и голы Эниса Буньяки за сборную Косова | Матчи и голы Эниса Буньяки за сборную Косова | Матчи и голы Эниса Буньяки за сборную Косова | Матчи и голы Эниса Буньяки за сборную Косова |
| №                                            | Дата                                         | Место проведения                             | Соперник                                     | Счёт                                         | Голы                                         | Соревнование                                 |
| -------------------------------------------- | -------------------------------------------- | -------------------------------------------- | -------------------------------------------- | -------------------------------------------- | -------------------------------------------- | -------------------------------------------- |
| 1                                            | 25 мая 2014                                  | Стад де Женев, Женева                        | Сенегал                                      | 1:3                                          | —                                            | Товарищеский матч                            |
| 2                                            | 7 сентября 2014                              | Городской стадион, Приштина                  | Оман                                         | 1:0                                          | —                                            | Товарищеский матч                            |

Итого: 2 матча / 0 голов; eu-football.info Архивная копия от 18 февраля 2018 на Wayback Machine.